# Wermelskirchen
Wermelskirchen (pronunciación en alemán: /ˈvɛʁml̩sˌkɪʁçn̩/ⓘ) es una localidad alemana ubicada en el distrito de Renania-Berg, al sur del Estado federal de Renania del Norte-Westfalia. Se encuentra al sureste de Remscheid, al este de Burscheid y Leichlingen y al norte de Kürten y Odenthal entre las grandes ciudades de Colonia (35 km al sur) y de Düsseldorf (45 km al norte). 
La ciudad antigua está construida con armaduras, típicas de la región. Está rodeada de accidentes naturales, como la represa de agua dulce Große Dhünntalsperre.

## Personajes ilustres

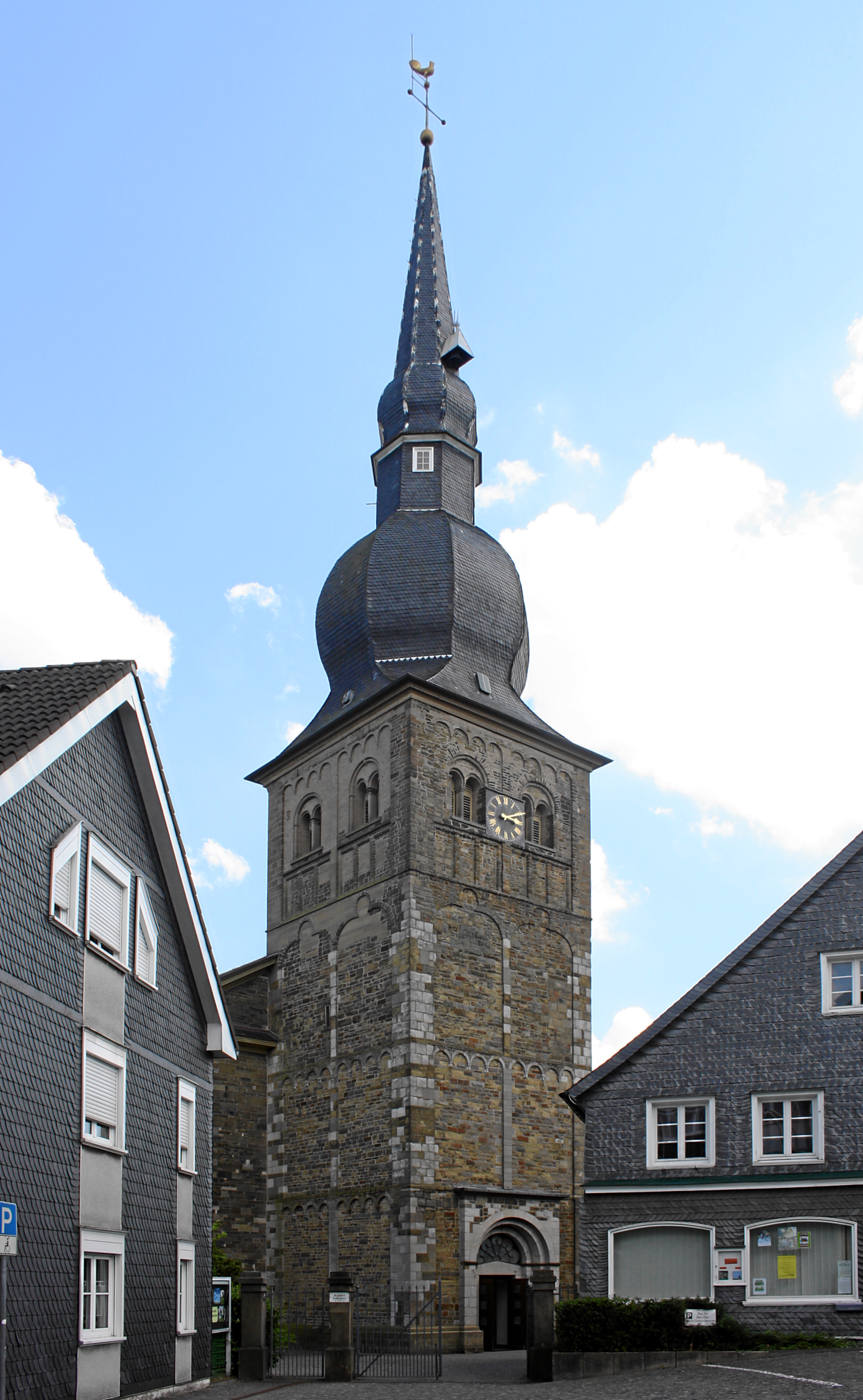

- Uwe Boll (n. 1965), director de Alone in the Dark.
- Dennis Schmidt (n. 1988), futbolista.
- Thomas Kleine (n. 1977), futbolista del SpVgg Greuther Fürth.

### Ciudades hermanadas
- Loches (Touraine), Francia, desde 1974.
- Forst (Lausitz), Brandeburgo, Alemania, desde 1990.
- Mirsk, desde 1964 (en ese entonces parte de Alemania, actual Polonia).